# 半夜不要照镜子
《半夜不要照镜子》，是2012年上映的一部电影，由牛朝阳執導，关智斌等主演。影片主要讲述五个年轻人进入了古宅后所发生的故事，该电影运用了4D特效。

## 電影內容
民国时期。有五个年轻人因为一些原因来到了一个神秘的古宅，他们在那里看到了一具老妇人的尸体以及一个疯了的老人。
然而经过接下来的遭遇，其中一个人发现自己的丈夫居然和表嫂才是真正的夫妻并且他们还是一个组织的成员，不仅如此，这个组织的首领还是在这里假死的老妇人，而那个疯老头实际上是一个警察。
故事的最后，这五个人中只有女主和她的朋友活了下来……

## 演员表
- 关智斌[4]
- 李曼筠[5]
- 张钧涵
- 姜梦茹
- 及莉
- 徐汶萱
- 周亚平

## 備註
1. ↑  .   [2023-02-26]. （原始内容存档于2023-02-26）.
2. ↑  .   [2023-02-26]. （原始内容存档于2023-02-26）.
3. ↑  .   [2023-02-26]. （原始内容存档于2023-02-26）.
4. ↑  .   [2023-02-26]. （原始内容存档于2023-02-26）.

## 外部連結
- 豆瓣电影上《半夜不要照镜子》的資料 （简体中文）
- 互联网电影数据库（IMDb）上《半夜不要照镜子》的资料（英文）
- 香港影庫上《半夜不要照镜子》的資料（繁體中文）